# Esbønderup Kohave
Esbønderup Kohave er et kvarter i Esbønderup i Nordsjælland med 285 indbyggere (2009) . Esbønderup Kohave var indtil 1. januar 2010 en by, men fra denne dato betragtes den som sammenvokset og dermed en del af Esbønderup. Den tidligere landsby er beliggende nær Esrum Sø to kilometer syd for Esbønderup og 14 kilometer nord for Hillerød. Byen tilhører Gribskov Kommune og er beliggende i Esbønderup Sogn.